# Liste der Brücken über den Elbe-Havel-Kanal
Die Liste der Brücken über den Elbe-Havel-Kanal, amtliches Kürzel EHK, führt Brücken über den Elbe-Havel-Kanal auf. Die gut 58 Kilometer lange Bundeswasserstraße liegt in den Bundesländern Sachsen-Anhalt und Brandenburg.

## Geschichte
Im Rahmen des Verkehrsprojektes Nr. 17 wurde und wird der Elbe-Havel-Kanal zur
Wasserstraße Vb ausgebaut. Alle ehemaligen Brücken über den EHK genügten in ihren Abmessungen nicht mehr den Anforderungen an eine moderne europäische Wasserstraße. Um die erforderlichen Durchfahrtshöhen von 5,25 Metern zu erreichen wurden und werden im Rahmen des Kanalausbaus 19 Brücken ersetzt und die alten Brücken abgerissen. Die Fertigstellung aller Brücken ist für das Jahr 2017 geplant.

## Aufbau der Brückenliste
Aufgenommen sind nur die in den Quellen (Literatur und Weblinks) dokumentierten Brücken. Die Kilometrierung (Spalte 2) erfolgt auf dem Hauptgewässer Elbe-Havel-Kanal zu Berg, d. h. von West nach Ost der Kilometrierung des Mittellandkanals folgend. Die Kilometrierung folgt den Angaben der Schifffahrtskarten. In der Spalte 3 sind die meisten Brücken im Bild dokumentiert. Die Spalte 4 enthält die Brückennamen, wobei namenlose Brücken in Klammern gesetzt sind. Darunter sind die Orte beziehungsweise Ortsteile angegeben, in denen oder in deren Nähe sie sich befinden. In der Textspalte „Anmerkungen“ werden, falls bekannt, in Kurzform Hinweise zu den Brücken gegeben. Die sechste und letzte Spalte verlinkt die Koordinaten der Bauwerke.

## Die Brücken
| Nummer | km                  | Fotografie                                                       | Name der Brücke / Ort                                   | Anmerkungen | Lage   |
| ------ | ------------------- | ---------------------------------------------------------------- | ------------------------------------------------------- | --- | ------ |
| 1      | 326,680             | Niegripp Mühlenwegbrücke                                         | Mühlenwegbrücke / Niegripp                              | Die Brücke ist eine einspurige Feldwegbrücke. Der Wirtschaftsweg zweigt ab von der Landesstraße 52 in der Nähe von Niegripp und führt nach Süden über den Elbe-Havel-Kanal am Kilometer 326,676. | Karten |
| 2      | 327,990             | Feldwegbrücke Niegripp–Detershagen                               | (Feldwegbrücke) / Niegripp–Detershagen                  | Feldwegbrücke zwischen Niegripp und Detershagen, einem Ortsteil der Stadt Burg (bei Magdeburg). | Karten |
| 3      | 330,062             |                                                                  | (Feldwegbrücke) / Schartau–Detershagen                  | Feldwegbrücke Baujahr 2005 zwischen Schartau, einem ländlichen Ortsteil der Stadt Burg (bei Magdeburg) und Detershagen. | Karten |
| 4      | 332,150             | Burger Brücke                                                    | Burger Brücke / Burg bei Magdeburg                      | Die Brücke ist ein Neubau von 2005. Sie ist eine Stahl-Verbund-Konstruktion auf Stahlbeton-Widerlagern mit Bohrpfahlgründung. Die Landstraße 52 als Niegripper Chaussee führt über den Elbe-Havel-Kanal in der Stadt Burg. | Karten |
| 5      | 333,830             | Blumenthaler Brücke                                              | Blumenthaler Brücke / Burg bei Magdeburg                | Neugebaute Stabbogenbrücke von 2002, Kreisstraße 1183, Blumenthaler Straße | Karten |
| 6      | 337,182             | Parchauer Brücke                                                 | Parchauer Brücke / Parchau, OT von Burg bei Magdeburg   | Kreisstraße 1208, Fertigstellung der neuen Stabbogenbrücke war 2004. | Karten |
| 7      | 343,071             | Straßenbrücke bei Ihleburg (Kreisstraße 1208)                    | Ihleburger Brücke / Ihleburg, OT von Burg bei Magdeburg | Die Brücke bildet eine Ortsverbindungsstraße zwischen Güsen und Ihleburg als Kreisstraße 1208. Der Neubau entstand als Stabbogenbrücke mit orthotroper Fahrbahnplatte und die Verkehrsfreigabe erfolgte 2008. | Karten |
| 8      | 345,600             | Zustand der Schleusenbrücke 1947                                 | Schleusenbrücke Zerben Nord / Zerben                    | Balkenbrücke aus Stahlbeton aus der Entstehungszeit der Schleuse Zerben von 1934 bis 1938. | Karten |
| 8 a    | 345,560             | Schleusenbrücke Zerben Süd                                       | Schleusenbrücke Zerben Süd / Zerben                     | Die neue Schleusenkammer wurde am 19. März 2018 für den Verkehr freigegeben, ebenso die Schleusenbrücke. Anrufkanal für die Schifffahrt ist UKW Kanal 20. | Karten |
| 9      | 346,380             | weitere Bilder                                                   | (Nebenbahnbrücke EHK) / Güsen                           | Stahlfachwerkbrücke um 1958, Nebenbahngleis über den Kanal zum Betonschwellenwerk Güsen. | Karten |
| 10     | 347,350             |                                                                  | Güsener Brücke / Güsen                                  | Die Güsener Brücke, auch Straßenbrücke Güsen genannt führt die Landesstraße 54 zwischen Zerben und Güsen über den Kanal. Die Vorgängerbrücke von 1950, ebenfalls eine Bogenbrücke aus Stahl behinderte aufgrund der zu geringen Durchfahrtshöhe den Ausbau des Kanals für moderne Frachtschiffe. Während der Bauzeit für die neue Brücke wurde der Verkehr über eine Behelfsbrücke geführt. Die neue Brücke wurde als Stabsegmentbogenbrücke aus Stahl ausgeführt. | Karten |
| 11     | 350,460             | Werderbrücke Parey                                               | Werderbrücke / Parey                                    | Kreisstraße 1205 zwischen Parey und Bergzow, auch als Straßenbrücke Parey bekannt. | Karten |
| 12     | 362,350             |                                                                  | (Straßenbrücke Genthin) / Genthin                       | Die Jerichower Straße von Genthin zum nördlich gelegenen Stadtteil Altenplathow als Bundesstraße 107 über den Kanal. | Karten |
| 13     | 363,130             | alte Fußgängerbrücke Januar 2016 · Neubau der Brücke am Nordufer | Henkelsteg / (Fußgängerbrücke Genthin) / Genthin        | An dieser Stelle gibt es seit Bestehen der Henkelwerke eine Fußgängerbrücke über den Kanal als kurze Verbindung vom Stadtgebiet in das Werk, von den Einheimischen nur Henkelsteg genannt. Aufgrund der geringen Durchfahrtshöhe und des verbrauchten Zustandes der alten Brücke wird sie durch einen Neubau an alter Stelle ersetzt. | Karten |
| X      | Rossdorfer Altkanal | Brücke Rossdorfer Altkanal                                       | (Eisenbahnbrücke Genthin-Jerichow) / Genthin            | Eisenbahnbrücke über den Rossdorfer Altkanal. Der alte Kanal war die Zufahrt zur früheren Zuckerfabrik F.C. Achard in Genthin. | Karten |
| 14     | 364,02              |                                                                  | (Eisenbahnbrücke Genthin-Jerichow) / Genthin            | Die neue Brücke wurde im Jahr 2009 fertiggestellt und auch noch freigegeben. | Karten |
| 15     | 364,230             |                                                                  | Friedensbrücke / Genthin                                | Die 1952 als Fachwerkskonstruktion errichtete Brücke im Zuge der Bundesstraße 1, entsprach nicht mehr den Anforderungen an den Schiffsverkehr hinsichtlich Durchfahrtshöhe und – breite. Sie wurde rückgebaut und von 2008 bis 2010 durch eine Stahlstabbogenbrücke mit einer Stahlbeton-Fahrbahnplatte ersetzt. Die Stützweite beträgt 112 Meter. Das Eigengewicht etwa 800 Tonnen.                                                                               | Karten |
| 16     | 371,590             | Brücke Kader-Schleuse                                            | (Kader Brücke) / Kader Schleuse                         | Neubau, Stabbogenbrücke, | Karten |
| 17     | 375,540             | Straßenbrücke Ortsumfahrung Wusterwitz                           | (Straßenbrücke Ortsumfahrung Wusterwitz) / Wusterwitz   | Moderne Stabbogenbrücke, Landstraße 96, Ortsumfahrung Wusterwitz, Neubau nach 2005 | Karten |
| 18     | 376,900             | Schleusenbrücke Nordkammer                                       | Schleusenbrücke Wusterwitz Nord / Wusterwitz            | Fußgängerbrücke aus Stahl aus der Bauzeit der Schleuse Wusterwitz um 1930, genietet. Die Schleuse liegt anteilig in den Gemeinden Wusterwitz und dem Dorf Woltersdorf in der Gemeinde Bensdorf. Die alte Brücke dient Fußgängern und Radfahrern als kurze Verbindung zwischen den Orten. | Karten |
| 18a    | 376,90              |                                                                  | Schleusenbrücke Wusterwitz Süd / Wusterwitz             | Fertigstellung im Zusammenhang mit dem Bau der Südkammer der Schleuse. 2016 noch unfertig. | Karten |
| 19     | 377,730             |                                                                  | (Straßenbrücke Wusterwitz) / Wusterwitz-Siedlung        | Moderne Stahlstabbogenbrücke mit orthotroper Fahrbahnplatte, Wusterwitzer Straße zwischen Wusterwitz-Siedlung und Woltersdorf | Karten |
| 20     | 380,870             | weitere Bilder                                                   | Seegartenbrücke / Kirchmöser                            | Sie befindet sich genau am Übergang des Wendsees zum Plauer See, also am Zusammentreffen zweier wichtiger Wasserstraßen, dem Elbe-Havel-Kanal und der Unteren Havel-Wasserstraße. | Karten |

## Karten
- Folke Stender: Redaktion Sportschifffahrtskarten Binnen 1. Nautische Veröffentlichung Verlagsgesellschaft, ISBN 3-926376-10-4.
- W. Ciesla, H. Czesienski, W. Schlomm, K. Senzel, D. Weidner: Schiffahrtskarten der Binnenwasserstraßen der Deutschen Demokratischen Republik 1:10.000. Band 4. Herausgeber: Wasserstraßenaufsichtsamt der DDR, Berlin 1988, OCLC 830889996.